# Stonegate
Stonegate est une rue située à York. La plupart des bâtiments de cette rue sont classés en raison de leur architecture ou de leur histoire.

## Historique
Guy Fawkes est né dans cette rue en 1570.